# St. Georg (Radostowo)

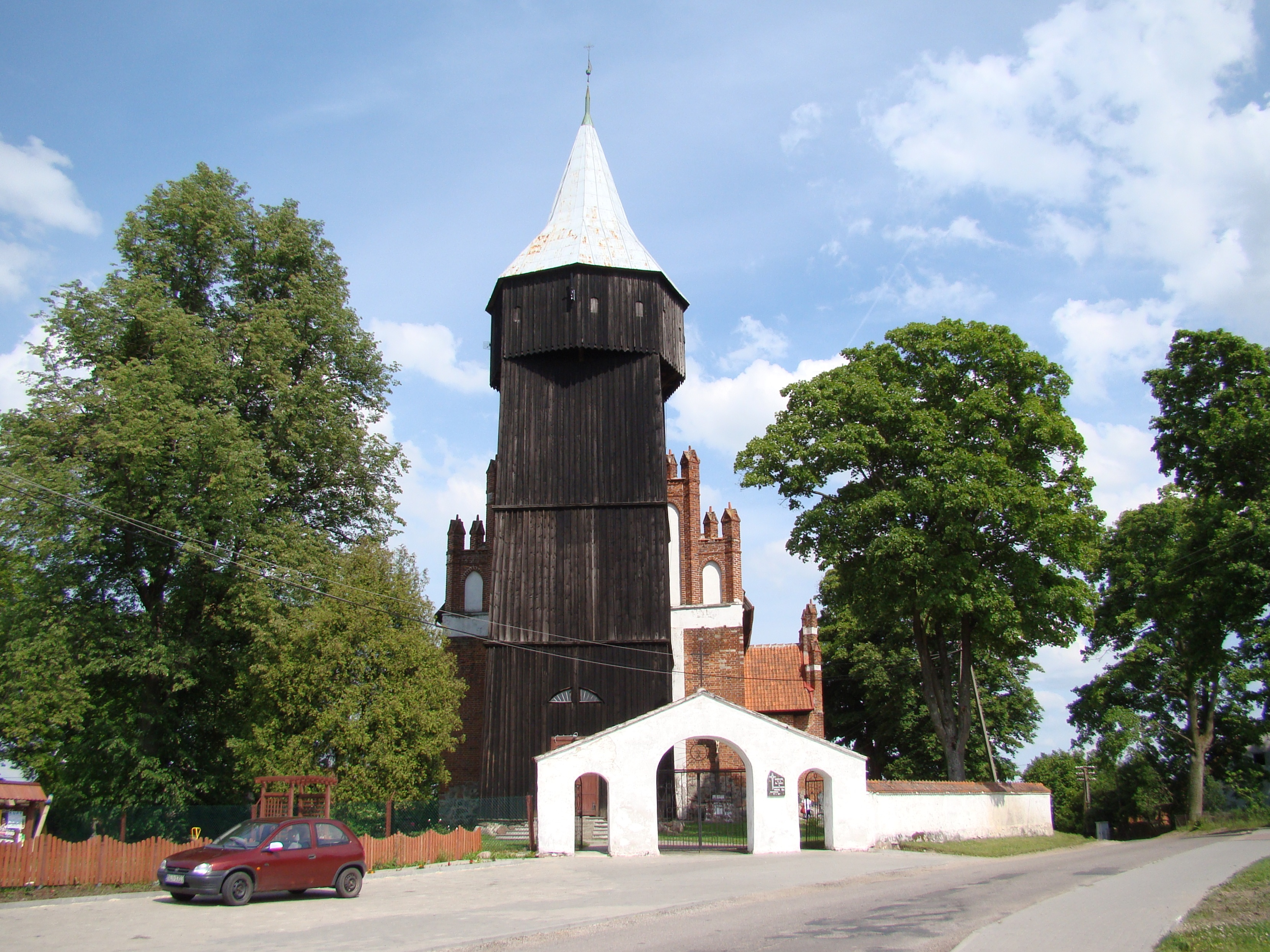
St. Georg Freudenberg

Die Pfarrkirche St. Georg (polnisch Kościół parafialny p.w.św.Jerzego) im ermländischen Radostowo (Freudenberg) stammt aus der Zeit des Deutschordensstaates. Der Ort gehörte bis 1945 zum deutschen Kreis Rößel.

## Geschichte
Zwischen 1333 und 42 wurde eine erste Handfeste durch den bischöflichen Vogt Heinrich von Luther verliehen. Bischof Johann II. Stryprock bestätigte diese 1362 für die Schulzen Johannes und Nikolaus. Die Pfarrkirche wird mit 6 Hufen dotiert. Ebenfalls 1362 wurde die Kirche geweiht, jedenfalls laut einer Inschrift aus der 2. Hälfte des 17. Jahrhunderts. Der Bau selbst wird auf um das erste Drittel 15. Jahrhunderts datiert.

## Bauwerk
Freudenberg zeigt alle Merkmale der ermländischen Dorfkirche des reduzierten Typus aus dem frühen 15. Jahrhunderts, denn es handelt sich um einen Saalbau ohne Strebepfeiler und Turm, mit hohem Feldsteinsockel. Das aufgehende Mauerwerk ist Backstein im gotischen Verband, profilierte Backsteine gibt es nur bei den Portalen.  Die glatten und schmucklosen Wände nur durch die Fensteröffnungen und ein eingetieftes Putzband in Traufhöhe gegliedert. Profilierte Portale befinden sich im Norden, Süden, und Westen. Die Sakristei ist an der Nordostseite in Flucht und Verband mit der Chorwand angebaut und hat segmentbogige Fenster auf der Nord- und Ostseite. Die Vorhalle im Süden steht im Verband mit dem Langhaus. Verzahnungsspuren an der Westwand deuten darauf hin, dass ursprünglich ein massiver Turm vorgesehen war. Der Giebel ist ein siebenachsiger Staffelgiebel mit durchlaufenden Spitzbogenblenden, getrennt durch Dreiecksvorlagen, die fialenartig enden. Ein Putzband der zweiten Stufe läuft über den ganzen Giebel. Der Westgiebel ist ein analoger siebenachsiger Staffelgiebel, wobei aber auf jeder Stufen noch eine zweite Fiale steht. Der Giebel der Sakristei ist ein dreiachsiger Staffelgiebel mit durchgehenden, eingetieften Blenden, auch die Vorhallen hat einen dreiachsigen Staffelgiebel.

## Nachweise
- Christofer Herrmann: Mittelalterliche Architektur im Preußenland (= Studien zur internationalen Architektur- und Kulturgeschichte. Band 56). Petersberg 2007, S. 424–425.

Koordinaten: 53° 59′ 1″ N, 20° 36′ 46,3″ O